# پایا پیچکاه
پایا پیچکاه (انگلیسی: Paya Pichkah؛ زادهٔ ۲۱ مارس ۲۰۰۰) بازیکن فوتبال اهل سوئد است.
از باشگاه‌هایی که در آن بازی کرده‌است می‌توان به باشگاه فوتبال سوندسوال اشاره کرد.
وی همچنین در تیم‌های ملی فوتبال Sweden national under-17 football team, Sweden national under-18 football team، و Sweden national under-19 football team بازی کرده‌است.